# Tankmonument (Celles)

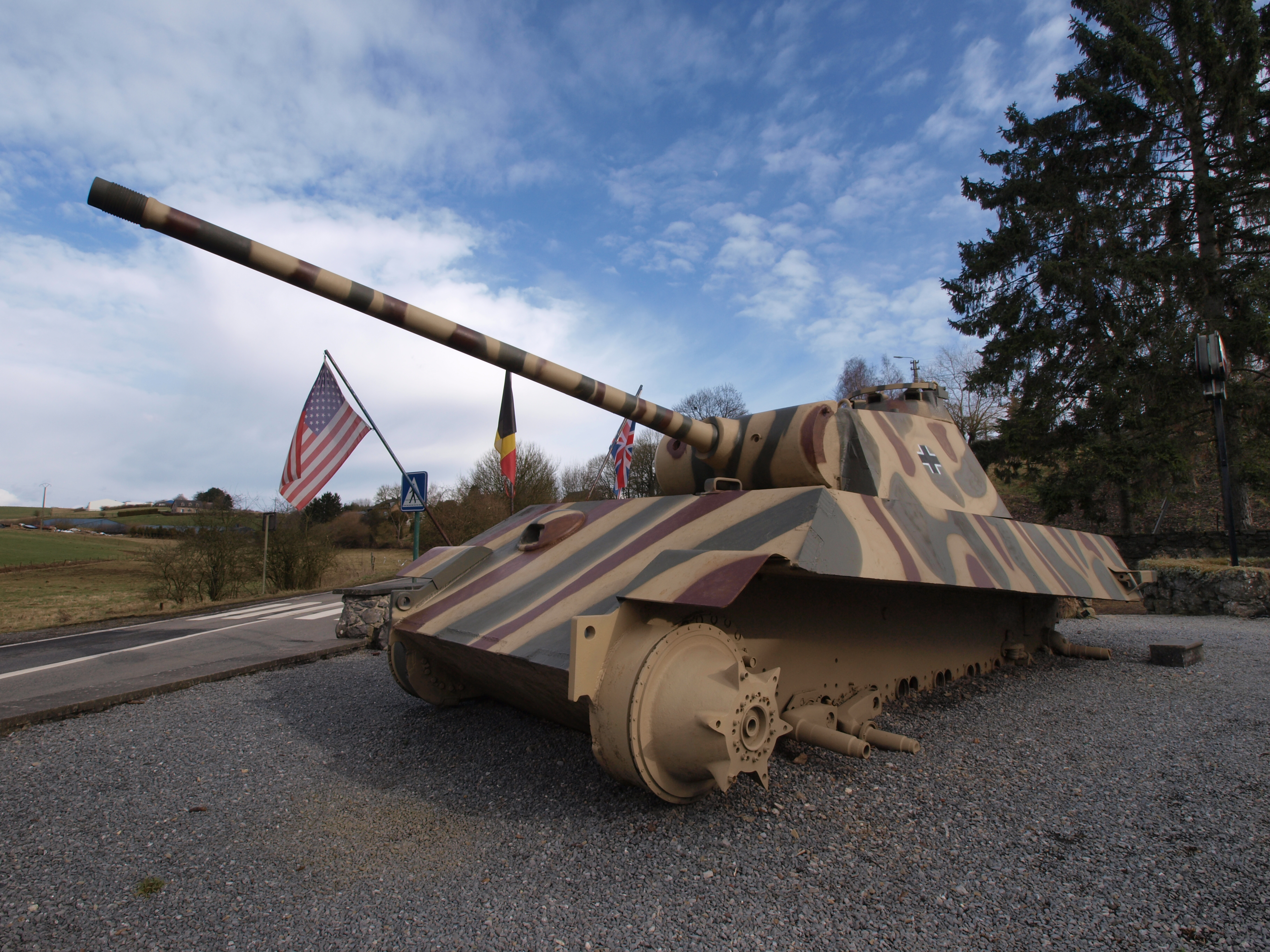
Tankmonument in Celles

Het Tankmonument is een oorlogsmonument in Celles in de Belgische gemeente Houyet. Het tankmonument staat aan de splitsing van de Route de Neufchateau (N94) met de Route d'Achêne (N910), ten noordwesten van dit dorp. De tank is van het type Panzerkampfwagen V Panther.

## Geschiedenis
In 1944 was deze tank tijdens de Slag om de Ardennen de leidende Panthertank van Kampfgruppe von Cochenhausen. Onderweg stootte de tank in de ochtend van 24 december 1944 op een mijn, waardoor de tank werd uitgeschakeld.
Later plaatste men de tank aan het kruispunt in Celles, niet ver van de "plek des onheils". De tank is een van de drie overgebleven Panzerkampfwagen V Panthertanks in de Ardennen, naast die van het Tankmonument in Houffalize en Tankmonument in Grandmenil.

## Galerij

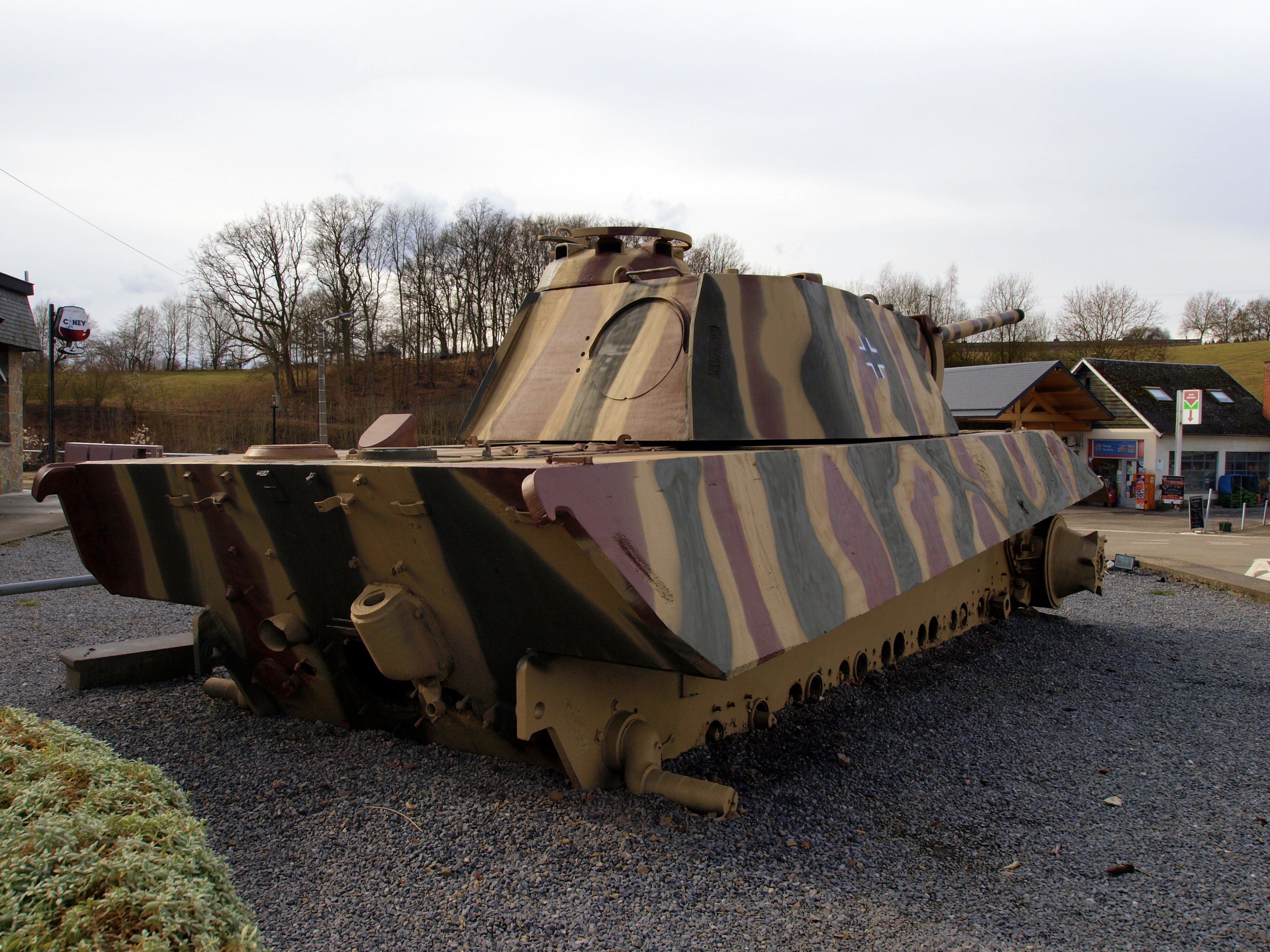
Tankmonument in Celles
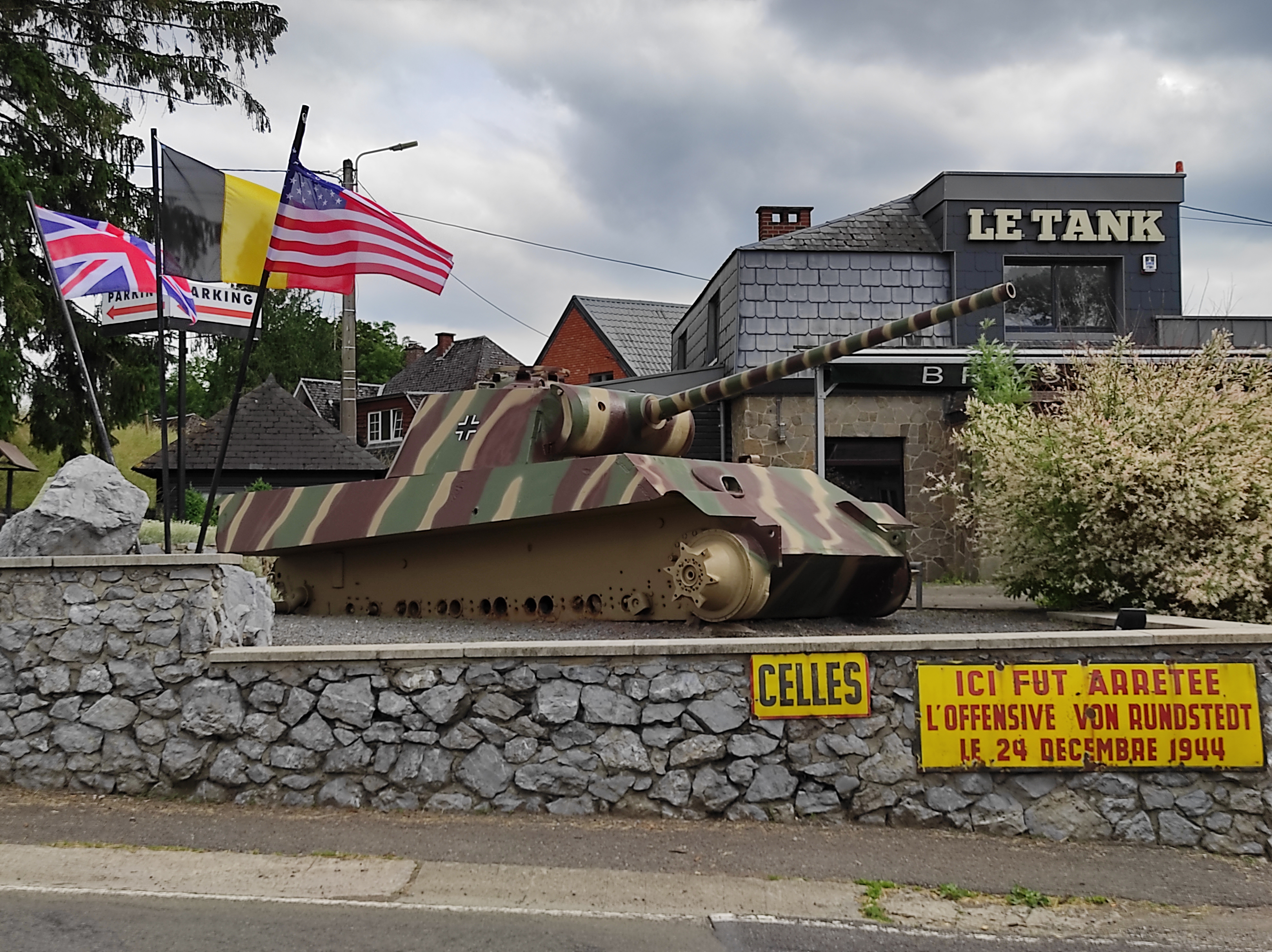
Tankmonument in Celles